# 羅南兵事区
羅南兵事区（らなんへいじく）は、1939年8月に日本統治時代の朝鮮に設置された大日本帝国陸軍の兵事区の一つ。咸鏡北道を管轄領域とし、羅南陸軍兵事部が置かれ徴兵・召集等兵事事務を所掌した。

## 概要
1939年（昭和14年）、陸軍兵事部令が制定され、朝鮮軍管区の第19師団管区の下に羅南兵事区が設置された。羅南兵事区を管轄した第19師団管区は1940年8月に羅南師団管区に、1941年10月に羅南師管、1945年4月1日に羅南師管区に改組された。

## 羅南陸軍兵事部長
| 代                             | 氏名           | 階級           | 在任期間       | 出典           |
| 羅南兵事部部長                 | 羅南兵事部部長 | 羅南兵事部部長 | 羅南兵事部部長 | 羅南兵事部部長 |
| ------------------------------ | -------------- | -------------- | -------------- | -------------- |
|                                | 渡邊厳         | 歩兵大佐       | 1939.8.1 -     | [ 3 ] [ 4 ]    |
|                                | 池田次郎       | 歩兵大佐       | 1941.8.23 -    | [ 4 ]          |
| 羅南兵事部部長・羅南地区司令官 |                |                |                |                |
|                                | 佗美浩         | 少将           | 1945.3.31 -    | [ 5 ] [ 4 ]    |